# Michail Fjodorowitsch von Schulz

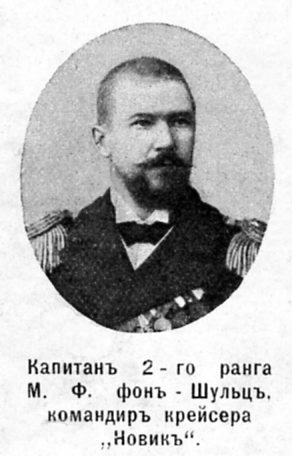
Kapitän 2. Ranges Maximilian von Schultz, 1911

Maximilian Herbert Gottlieb von Schultz (russisch Максимилиан Фёдорович Шульц; wissenschaftliche Transliteration Maksimilian Fëdorovič Šul'c, * 25. Dezember 1861jul. / 6. Januar 1862greg. in Kronstadt; † September 1919 in Wyriza) war ein Vizeadmiral der Kaiserlich Russischen Marine.

## Leben
Bei Beginn des Russisch-Japanischen Krieges befehligte von Schulz den Zerstörer Smelii, der in Port Arthur stationiert war. Nachdem Kapitän Nikolai von Essen auf das Linienschiff Sewastopol versetzt wurde, war die Stelle auf dem Geschützten Kreuzer Nowik freigeworden und von Schulz übernahm diese.
In der Schlacht im Gelben Meer versuchte die russische Flotte der japanischen Blockade von Port Arthur zu entkommen. Der Versuch scheiterte im Gefecht mit der japanischen Flotte, in dem die Nowik durch drei Treffer leicht beschädigt wurde und zwei Mann der Besatzung starben. Die meisten russischen Schiffe drehten nach zwei Stunden Gefecht und dem Tod des Geschwaderchefs, Konteradmiral W. K. Withöft, wieder nach Port Arthur ab.
Die Nowik und einige andere russische Schiffe versuchten, zum deutschen Stützpunkt Kiautschou zu fliehen. Außer der Nowik wurden alle Schiffe interniert. Von Schulz verließ Tsingtau und versuchte, die japanischen Inseln im Osten zu umlaufen, um Wladiwostok zu erreichen. Er wollte einen Zwischenstopp vor Korsakow machen, um Kohlen zu bunkern. Dabei wurde er von den Geschützten Kreuzern Tsushima und Chitose zum Seegefecht vor Korsakow gestellt. Wegen der artilleristischen Überlegenheit des Feindes entschied sich von Schulz, die Nowik selbst zu versenken. Mit den Überlebenden seines Schiffes machte er sich anschließend zu Fuß, quer über Sachalin, und anschließend per Boot, auf den Weg nach Wladiwostok.
Nach der Oktoberrevolution beteiligte sich Schulz nicht am russischen Bürgerkrieg. Da er nie eine Familie hatte, ließ er sich mit seiner Schwester in Luga nieder. Als sich im Sommer 1919 die weiße Armee des Generals Nikolai Nikolajewitsch Judenitsch näherte, bekräftigte Schulz bei einem von Judenitsch organisierten geheimen Treffen seine Nichtbeteiligung am Bürgerkrieg. Offenbar wurde dies bekannt, so dass Schulz bald verhaftet und Ende September oder Anfang Oktober 1919 von Tschekisten in Wyriza erschossen wurde. Seine Grabstätte blieb geheim.

## Auszeichnungen
- Sankt-Stanislaus-Orden 3. Klasse, 1893
- Russischer Orden der Heiligen Anna 3. Klasse, 1894
- Medaille 1812, 1897
- Orden des Heiligen Wladimir, 4. Klasse, 1892
- Russischer Orden der Heiligen Anna 2. Klasse mit Schwertern, 1904
- Russischer Orden des Heiligen Georg, 4. Klasse, 1904
- Orden des Heiligen Wladimir, 3. Klasse, 1911
- Sankt-Stanislaus-Orden 1. Klasse, 1913
- Russischer Orden der Heiligen Anna 1. Klasse mit Schwertern, 1915
- Orden des Heiligen Schatzes (Japan), 1. Klasse, 1916